# Cromosoma 6
Con il nome di cromosoma 6 si indica, per convenzione, il sesto cromosoma umano in ordine di grandezza.
Come di ogni autosoma, si hanno due copie anche del cromosoma 6.
Il cromosoma 6 possiede all'incirca 170 milioni di nucleotidi. I due cromosomi 6 rappresentano all'incirca il 6% del DNA totale nelle cellule umane. Sono stati individuati oltre 1300 geni. Si ritiene però possa contenerne fino a 1600. Non è possibile indicare un numero preciso di geni, dal momento che esistono diversi approcci per il calcolo di tale numero.
Tra di essi, figurano oltre cento geni correlati al complesso maggiore di istocompatibilità (o MHC), meccanismo immunologico fondamentale per l'organismo umano.
Il numero di polimorfismi a singolo nucleotide (SNP) individuati è di oltre 700.000.

## Citazioni nella letteratura narrativa
Nel romanzo di Robin Cook Cromosoma 6 (Chromosome 6), un ricercatore modifica una parte del cromosoma 6 umano e lo inserisce in una scimmia con l'intento di far sviluppare negli animali organi da utilizzare per i trapianti per gli uomini.